# Heinrich Cunitz
Heinrich Cunitz (* 1580 in Schweidnitz, Landkreis Liegnitz, Schlesien; † 5. August 1629 in Liegnitz) war ein bedeutender Arzt in Schlesien.

## Familie
Bei der Familie Cunitz handelt es sich um eine typische Gelehrtenfamilie aus Schlesien, Pommern und dem Baltikum, die vor allem aus lutherischen Geistlichen, philologischen Ärzten, Juristen sowie Gymnasial- oder Lateinlehrern bestand. Der älteste bisher bekannte Vorfahre von Heinrich Cunitz ist Alexander Cuni (Cunicio), Professor der Freien Künste und Medizin, der am 30. April 1543 von Ferdinand I., zu dieser Zeit deutscher König, einen Wappenbrief erhielt. 1556 lässt sich die Familie in Liegnitz nachweisen. Zwei Generationen später lebte ein Großteil von ihnen in Freienwalde in Pommern, von wo sich ein weiterer Zweig im Baltikum niederließ: Prof. David Cunitius, 1642 Poesielehrer am Gymnasium zu Reval, Caspar Heinrich Cunitius, evangelischer Pfarrer auf der Insel Oesel, sowie David Cunitius, der als Assessor am livländischen Hofrat tätig war und am 10. Februar 1687 in den schwedischen Adelsstand erhoben wurde.

## Leben
Cunitz war ein Sohn von Hans Cunitz. Seine Mutter war eine Tochter des Liegnitzer Bürgers Georg Köckritz, gen. Schmied. Seine erste schulische Unterweisung erhielt er vermutlich durch seinen Vater, oder er wurde von einem Privatlehrer unterrichtet. Später besuchte er eine höhere Schule in Breslau, von wo er am 11. April 1597 zur damals sehr angesehenen Goldberger Lateinschule wechselte. Drei Monate später erfolgte die Immatrikulation an der Universität Frankfurt (Oder). Dort studierte er Medizin, Mathematik und Astronomie. Er ging danach zur Universität Rostock, wo er sich im Oktober 1598 für das Fach Philosophie einschrieb. 1599 erlangte er darin die Magisterwürde und erhielt noch im Sommerhalbjahr 1599 als Lehrer an der dortigen Fakultät eine Anstellung. Nach seinem von ihm selbst verfassten Lebenslauf, veröffentlicht in der Promotionsfestschrift, soll er etwa 1598/99 zusätzlich ein halbes Jahr den Astronom Tycho Brahe in Uranienburg aufgesucht haben, um unter dessen Anleitung an astronomischen Studien teilzunehmen, wofür bisher allerdings der Nachweis fehlt.
Anschließend beendete er sein Medizinstudium in Frankfurt (Oder) unter Prof. Seiler und wurde im Fürstentum Liegnitz-Brieg-Wohlau zum praktischen Arzt ernannt. Heinrich Cunitz heiratete am 26. November 1603 Maria von Scholtz, Tochter des fürstlich Liegnitzer-Brieger Rates Anton von Scholtz auf Raischmannsdorf. Zu diesem Zeitpunkt lebte und arbeitete er bereits in der Stadt Wohlau. 1607 erwarb er an der Universität Frankfurt (Oder) den Doktortitel der Medizin. 1614/15 erfolgte der Umzug der Familie nach Schweidnitz. Als mittlerweile sehr wohlhabender Arzt erwarb Dr. Cunitz Anteile an dem Dorf Hohgiersdorf im Kreis Schweidnitz, an Kunzendorf im Kreis Liegnitz sowie ein großes Haus am Ring in Schweidnitz – das so genannte Haus „Zum goldenen Männel“. In diesem Haus nahm Albrecht von Wallenstein in der Zeit von 23. August 1626 bis 15. August 1626 Quartier – vermutlich nicht zuletzt deshalb, um sich mit Dr. Cunitz über astrologische und astronomische Fragen auszutauschen. Am 20. Januar 1629 zogen auf kaiserlichen Befehl sechs Kompanien Fußvolk des damals gefürchteten Lichtensteinischen Regiments in die Stadt Schweidnitz ein, um die durchweg evangelische Bevölkerung zur Konversion zu bewegen. Sie nahmen überall Einquartierung, trieben dabei ihre übelsten Späße, plünderte die Speisevorräte, zerstörten die evangelischen Bibliotheken und misshandelten die Hausbewohner mit Musketengabeln. Diese Quälereien dauerten das ganze Jahr über. In diesem Zusammenhang steht auch der frühe Tod von Heinrich Cunitz. Er konnte mit seiner Familie noch nach Liegnitz fliehen. Dort starb er am 5. August und wurde auf dem Friedhof von St. Peter & Paul am 12. August 1629 beerdigt.
Von seinen fünf Kindern sind vor allem zu erwähnen:
- Der einzige Sohn Anton Maximilian von Cunitz. Er spielte zwischen 1650 und 1655 eine wichtige Rolle bei der Gesetzgebung zur Steuererhebung für die Grafschaft Glatz, deren Landschreiber er war, und auf ihn geht die wichtigste Privilegiensammlung der Glatzer Stände zurück, die von ihm um 1660 als Grundlagenpapier für die Verhandlungen in Prag bzw. Wien zusammengestellt worden war.[6] Er wurde von Kaiser Ferdinand III. am 21. Juni 1656 in den Böhmischen Ritterstand erhoben.[7]
- Seine Tochter Maria Cunitz,[8] die von Zeitgenossen wegen ihrer Gelehrsamkeit als die „schlesische Pallas“ bezeichnet wurde.

## Schriften
- Epithalamion astronomicum et katholikon … Tobiae Engelhardo et Annae … Johann Arzt, civis Vratisl. … filiae … nuptias Vratisl. celebrantib. Breslau 27. Januar 1597. (Enthält ein Hochzeitsgedicht von Heinrich Cunitz für Tobias Engelhard und Anna Artzt).
- Disputatio Physica IV. de Coelo: Eius que natura… Frankfurt (Oder) Januar 1598.
- Disputatio Physica de natura… Frankfurt (Oder) Februar 1598.
- Disputatio de beatitudine civili… Frankfurt (Oder) April 1598.
- Disputatio physica de causis kath Auto… Frankfurt (Oder) Juli 1598. (Gewidmet seinem späteren Schwiegervater Anton Scholtz.)
- De Livonia judicium astrologicum ex ecclipsi lunari anni vertentis … 1599. (Es ist nicht bekannt, ob dieser Aufsatz über eine Mondfinsternis in Livland jemals gedruckt wurde)[9][10]
- Trium Eclipsium: … Iuducua Astrologica … Frankfurt (Oder) 1601.
- Disputatio Logica de Categoriarum Hypotheoriis quam sub praeside M. Jacobo Schickfusio […] conabitur Johannes Arithmaeus Lygius. 7. April 1602. (Hier war Heinrich Cunitz allerdings nur als Beiträger beteiligt.)
- Generationi piorum benedigitur è Sion. Proinde M. Andreae Baudisio, … et Ursulae Behmiae […] Striegau (Schlesien) 24. Januar 1616. (Enthält das Hochzeitsgedicht In Laurum Conjugalem sponsi von Heinrich Cunitz an seinen Neffen Andreas Baudiss.)
- Laetioris adfectus spectula pro fausto Nuptiarum solennium festo, Viri Nobilis Ac Consultis Dn. Davids Schickfusii Suebusiensis Silesi I.U.D. Sonsi & virginis Ursulae Viri […] Dn. Martini Hantkii Filiae, Sponsae. Oels 1621. (Enthält ein Hochzeitsgedicht von Heinrich Cunitz.)
- De dysenteria et dolore colico. Frankfurt (Oder) 1607. („Über die Dysenterie und den kolikartigen Schmerz“, seine medizinische Promotionsschrift, die er zusammen mit Friedrich Moller, Franziskus Omich und Gottfried Schmoll erstellt hatte.)
- Kurtzer und trewer Bericht von zweyen spiritualischen hochbewerten newen Gifft-Artzneyen, nemblich: einem astralischen bezoartischen Giff-Extract und gleichem Gifft-Saltz. Liegnitz 1625.

Von Heinrich Cunitz in seiner Funktion als Lehrer an der philosophischen Fakultät der Universität Rostock betreute Schriften:
- Disputatio de divisione logicae pro Aristotele … Quam sub praesidio M. Henrici Cunitii. Rostock 15. September 1599. (Verfasst von Petrus Fabricius aus Rostock.)
- Disputationum ex Aristotelaea Schola Logicarum Progymnasma …Praeses M. Henricus Cunitius, Silesius. Rostock 1599. (Verfasst von Rötgerus Neinerus aus Riga.)